# 초조본 법원주림 권82
초조본 법원주림 권82(初雕本 法苑珠林 卷八十二)는 서울특별시 관악구 신림동, 호림박물관에 있는 고려시대의 목판본 불경이다. 2014년 10월 20일 대한민국의 보물 제1838호로 지정되었다.

## 개요
法苑珠林은 唐朝의 道世(?∼683)가 佛敎에 관한 여러 가지 자료를 集大成한 百科事典으로 분량이 방대하고 다양한 자료를 수록한 점에서 자료적 가치가 매우 높이 평가되는 佛書이다.
조사본 法苑珠林 은 도합 100권 중 제82권에 해당하는 것으로 布施·‘持戒·忍辱·精進·禪定·智慧 등 의 <六度篇> 중에서 持戒와 忍辱에 관한 內容이 수록되어 있는 初雕大藏經의 追雕本이다.
본서는 초조대장경(初雕大藏經)의 조조(雕造)가 일단락된 선종 4년(1087) 이후에 대각국사 의천(大 覺國師 義天)이 수집·편찬한 신편제종교장총록(新編諸宗敎藏總錄) 에 수록된 불전(佛典)이 추조(追 雕)되어 초조대장경(初雕大藏經)에 편입된 사례를 보여주는 귀중한 자료이다.
일반적으로 대장목록(大藏目錄) 을 기준으로 목록 앞의 것은 초조대장경(初雕大藏經)이고 목록 뒤의 것은 재조대장경(再雕大藏經)을 조성할 때 편입시킨 것으로 보아 왔으나, 조사본(調査本) 법원주림(法苑珠林) 은 비록 대장목록(大藏目錄)의 목록 뒤에 수록된 불전(佛典)이라도 재조대장경 (再雕大藏經)이 아니라 이른바 초조대장경(初雕大藏經)의 추조본(追雕本)이라는 사실을 확인할 수 있는 자료이다.

## 참고 자료
- 초조본 법원주림 권82 - 국가유산청 국가유산포털